# HMS Redoubt (H41)
HMS Redoubt (H41) là một tàu khu trục lớp R của Hải quân Hoàng gia Anh Quốc trong Chiến tranh Thế giới thứ hai. Ngừng hoạt động sau khi chiến tranh kết thúc, nó được bán cho Ấn Độ năm 1948 và tiếp tục phục vụ cùng Hải quân Ấn Độ như là chiếc INS Ranjit cho đến năm 1979, khi nó bị tháo dỡ.

## Thiết kế và chế tạo
Được đặt hàng vào ngày 2 tháng 4 năm 1940 như một phần của Chương trình Khẩn cấp Chiến tranh thuộc Chi hạm đội Khẩn cấp 4, Redoubt được đặt lườn tại Clydebank vào ngày 19 tháng 6 năm 1941 và được hạ thủy vào ngày 2 tháng 5 năm 1942.

## Lịch sử hoạt động
Redoubt đã phục vụ cho đến khi chiến tranh kết thúc. Nó được bán cho Ấn Độ vào năm 1948, và chính thức nhập biên chế cùng Hải quân Ấn Độ năm 1949 như là chiếc INS Ranjit. Vào năm 1953, Ranjit đã tham gia cuộc Duyệt binh Hạm đội tại Spithead nhân dịp lễ Đăng quang của Nữ hoàng Elizabeth II, và phục vụ cho đến năm 1979 khi nó bị tháo dỡ sau khi xuất biên chế.